# Maniola maureri
Maniola maureri är en fjärilsart som beskrevs av Otto Staudinger 1886. Maniola maureri ingår i släktet Maniola och familjen praktfjärilar. Inga underarter finns listade i Catalogue of Life.